# Richard Teichmann
Richard Teichmann (ur. 24 grudnia 1868 w Lehnitzsch, zm. 12 czerwca 1925 w Berlinie) – czołowy niemiecki szachista początku XX wieku. 

## Kariera szachowa
Największy sukces odniósł w 1911 roku, wygrywając silnie obasadzony turniej w Karlowych Warach przed Akibą Rubinsteinem i Carlem Schlechterem. Na dalszych miejscach byli m.in. Frank Marshall, Aron Nimzowitsch i Aleksander Alechin. Wcześniej Teichmann zwyciężał w mniej znaczących turniejach w Berlinie, Londynie i Monachium.
Według retrospektywnego systemu Chessmetrics, najwyżej sklasyfikowany był w sierpniu 1906 r., zajmował wówczas 5. miejsce na świecie.